# ヘンドリック・ファン・ステーンワイク (父)
ヘンドリック・ファン・ステーンワイク（Hendrick van Steenwijk、1550年ころ - 1603年）はオランダ出身の画家である。教会などの建築の内部を描いた作品で知られている。画家になった同名の息子と区別するために、「Hendrik van Steenwijk de Oudere（年長のヘンドリック・ファン・ステーンワイク）」と呼ばれる。

## 略歴
現在のオランダ東部、オーファーアイセル州のカンペンで生まれた。カンペンは1560年代の終わりに八十年戦争でスペインとエーデルランドで帰属が争われた都市である。
ステーンワイクは建築を描いた画家、ハンス・フレーデマン・デ・フリース(1527-1604)の弟子になった。デ・フリースとともに各地で働いた。1573年から1576年の間はドイツのアーヘンで働き、1577年から1585年の間はアントウェルペンで働いた記録がある。1886年のアントウェルペン陥落によってフランクフルトに移った。
建築内部を描いた絵画のパイオニアとされていて、この題材はオランダ黄金時代に人気を得ることになった.。1573年にアーヘンで教会の内部を描いた最初の作品を描いたとされる。1573年にはフランドル生まれの画家、マルテン・ファン・ファルケンボルフの娘と結婚し、この結婚から同名の息子、ヘンドリック・ファン・ステーンワイク(Hendrik van Steenwijk de jongere: c.1580-1640)が生まれ、父親と同じように教会内部の情景を描く作品で知られる画家となった。1886年からは義父のマルテン・ファン・ファルケンボルフとともにフランクフルトで多くのフランドルから亡命してきた画家たちと活動した。
1603年にフランクフルトで没した。
遠近法による奥行を感じさせる構図と建物の窓からの光というスタイルで教会の内部を題材にした作品を描いた。

## 作品

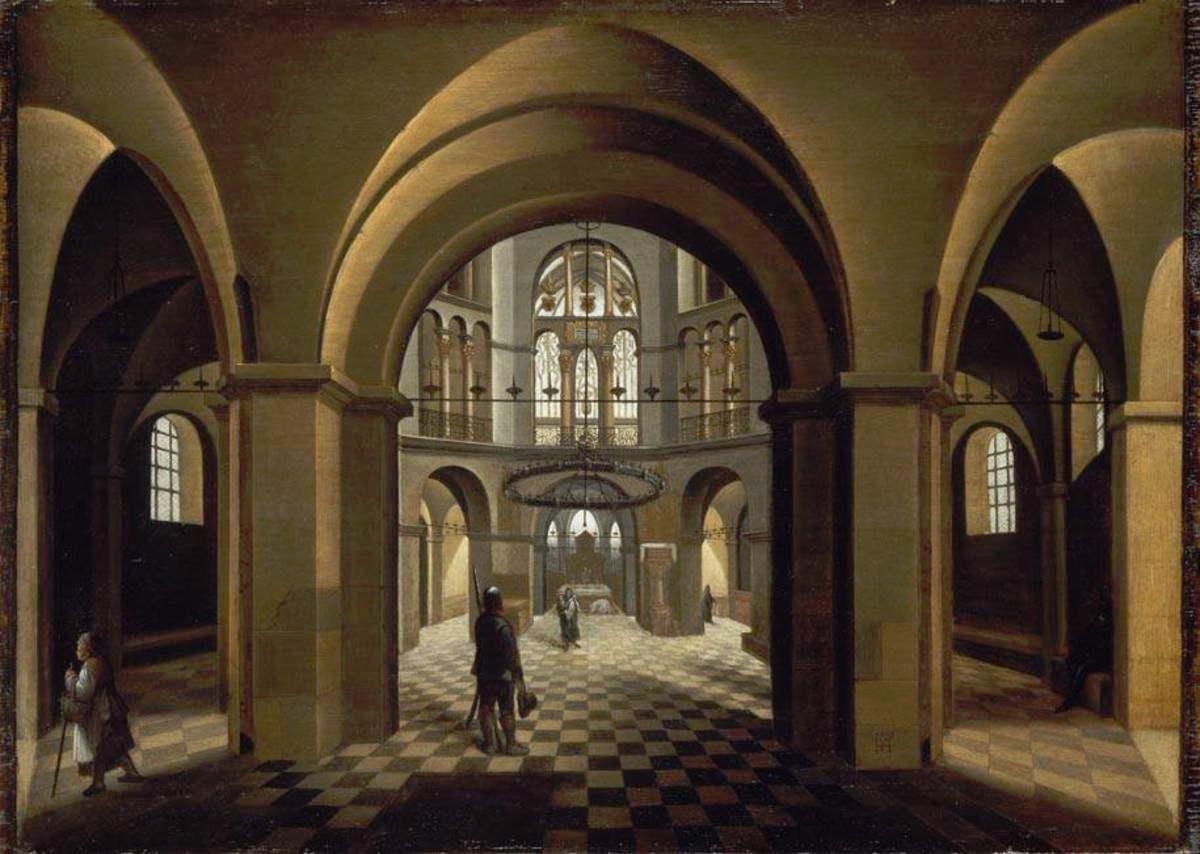
アーヘン大聖堂の内部 (1573)
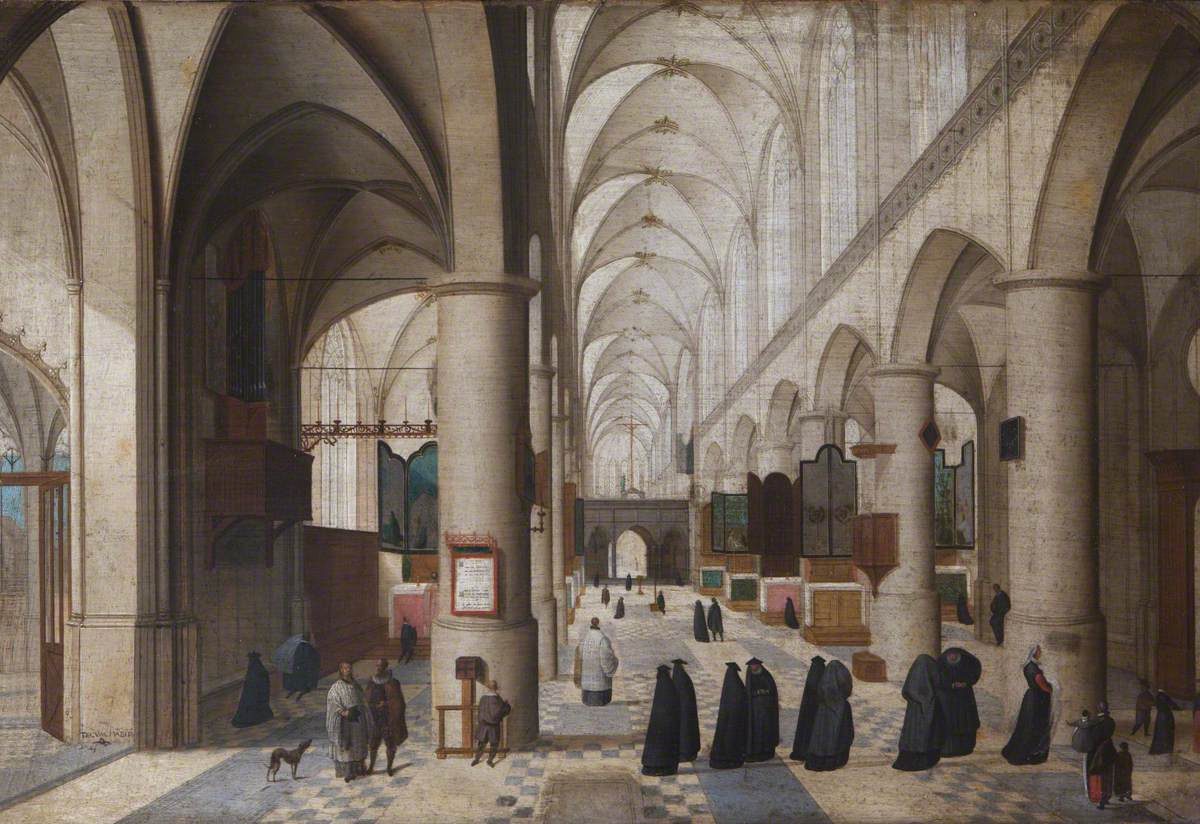
アントウェルペンの聖堂内部の想像図
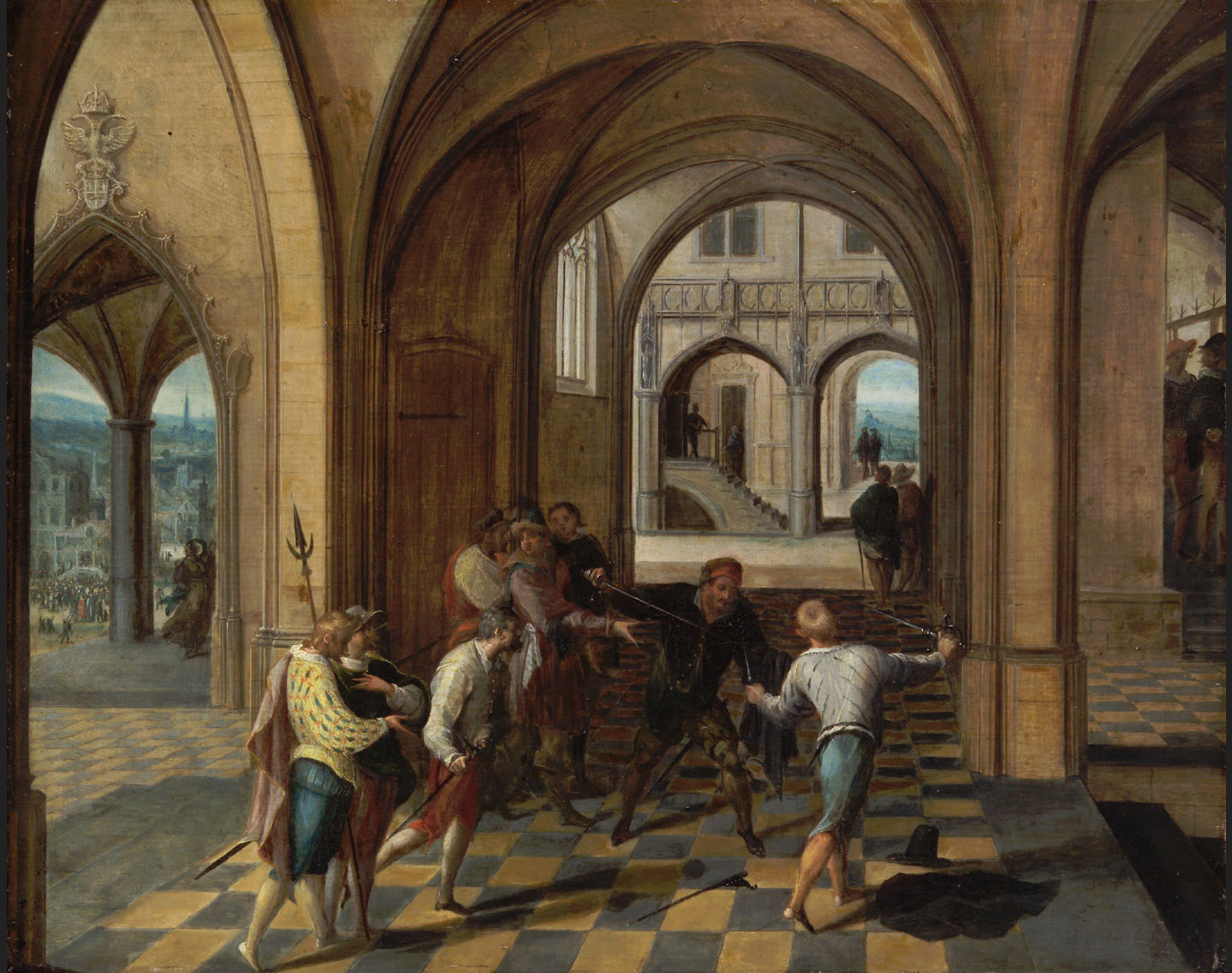
フェンシングの試合
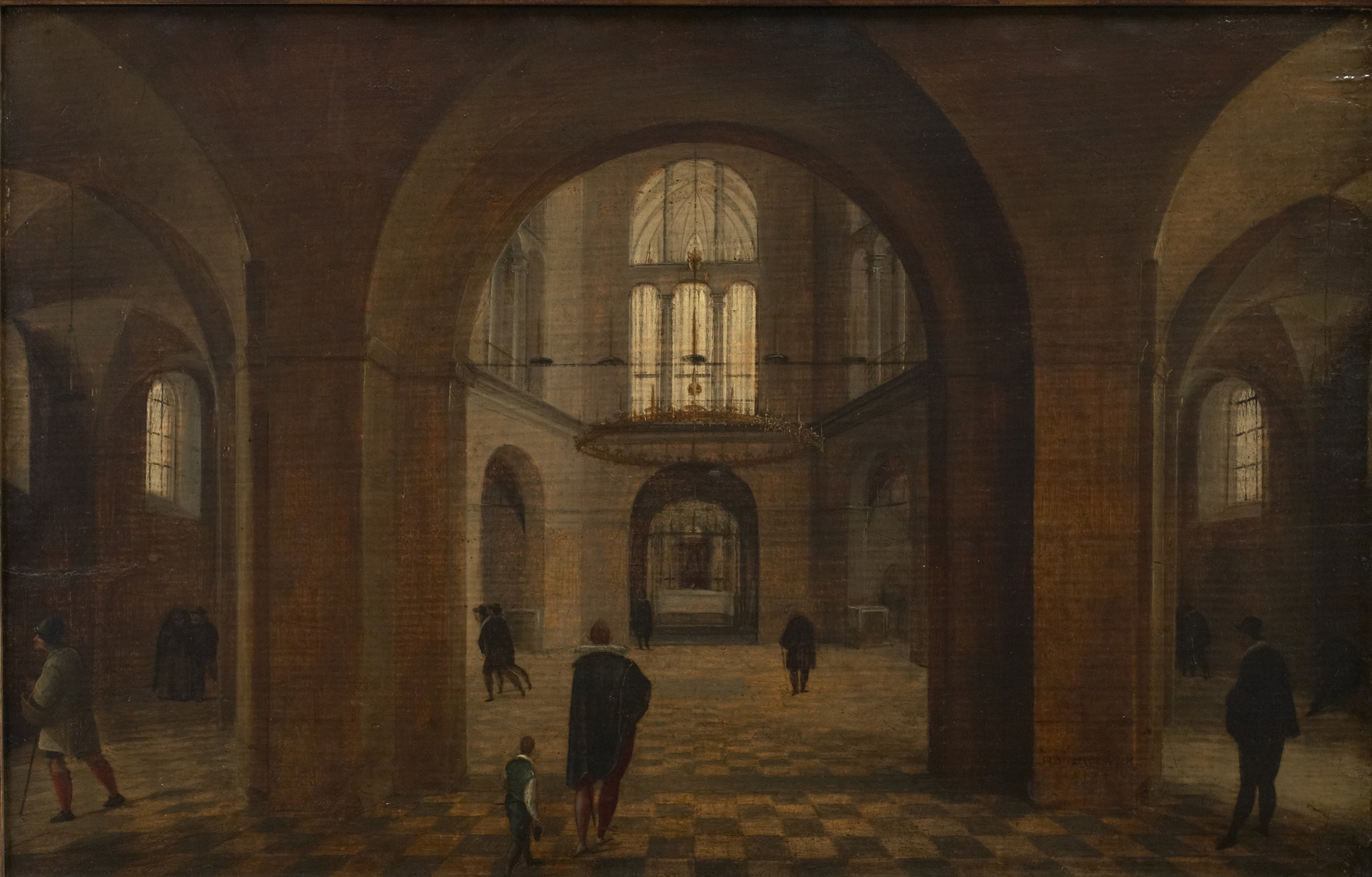
アーヘン大聖堂